# Joe Fox
Christopher Joseph „Joe“ Fox (* 4. April 1931 im County Dublin; † 1. Oktober 1981 im County Dublin) war ein irischer Politiker der Fianna Fáil.

## Biografie
Fox war als Landwirt und Auktionator tätig. Er war Mitglied des Dublin County Council. Bei den Wahlen zum Dáil Éireann 1977 gelang es ihm, einen Sitz im Dáil Éireann im Wahlkreis Dublin County North zu gewinnen, und konnte so als Teachta Dála (Abgeordneter) in das Unterhaus einziehen. Er kandidierte ohne Erfolg bei den Europawahl in Irland 1979 für den Wahlbezirk Dublin.
Bei den Wahlen zum Dáil Éireann 1981 verlor er seinen Sitz wieder.